# Блендув (гміна)
Гміна Блендув (пол. Gmina Błędów) — сільська гміна у центральній Польщі. Належить до Груєцького повіту Мазовецького воєводства.
Станом на 31 грудня 2011 у гміні проживало 7794 особи.

## Площа
Згідно з даними за 2007 рік площа гміни становила 135.23 км², у тому числі:
- орні землі: 90.00%
- ліси: 5.00%

Таким чином, площа гміни становить 9.78% площі повіту.

## Населення
Станом на 31 грудня 2011:
| Опис     | Загалом | Загалом | Чоловіки | Чоловіки | Жінки | Жінки |
| -------- | ------- | ------- | -------- | -------- | ----- | ----- |
| одиниця  | осіб    | %       | осіб     | %        | осіб  | %     |
| все      | 7794    | 100     | 3871     | 49.67    | 3923  | 50.33 |
| міське   | 0       | 100     | 0        |          | 0     |       |
| сільське | 7794    | 100     | 3871     | 49.67    | 3923  | 50.33 |

## Сусідні гміни
Гміна Блендув межує з такими гмінами: Бельськ-Дужи, Біла-Равська, Моґельниця, Пневи, Садковіце.